# Rhizotrogus mascarauxi
Rhizotrogus mascarauxi är en skalbaggsart som beskrevs av Desbrochers 1895. Rhizotrogus mascarauxi ingår i släktet Rhizotrogus och familjen Melolonthidae. Inga underarter finns listade i Catalogue of Life.